# Aaron Cresswell
Aaron William Cresswell (Liverpool, Inglaterra, 15 de diciembre de 1989) es un futbolista británico. Juega de defensa y su equipo es el Stoke City F. C. de la EFL Championship de Inglaterra.

## Trayectoria

### Tranmere Rovers
Comenzó su carrera en las inferiores del Tranmere Rovers, y firmó su primer contrato profesional con el club en julio de 2008. Debutó con el primer equipo el 1 de noviembre de 2008 en un encuentro contra el Milton Keynes Dons en la League One, donde su equipo perdió por la mínima.

### Ipswich Town
En junio de 2011, la prensa informó que el Ipswich Town ganó la carrera para fichar al jugador sobre equipos como el West Brom y el Doncaster Rovers, a pesar de qué los clubes no estuvieron de acuerdo con un precio por el jugador y el caso llegó a los tribunales de transferencia. Luego fue anunciado un contrato por tres años con el club.
En el verano de 2012, por sus buenas actuaciones, los simpatizantes del club le otorgaron el premio de Jugador del Año, dando pie a que clubes de la Premier League se fijaran en el jugador, como por ejemplo el Aston Villa.

### West Ham United
El 3 de julio de 2014, Cresswell se unió al West Ham United por un contrato de cinco años. Debutó con el West Ham el 16 de agosto de 2014 en la derrota de local por la mínima ante el Tottenham Hotspur. El 29 de noviembre anotó su primer gol en el club, en la victoria por 1-0 contra el Newcastle United en el Boleyn Ground. En mayo de 2015, Cresswell fue nombrado Hammer of the Year y jugador del año por el club. Cresswell jugó los 38 encuentros en la liga y los cuatro partidos de la FA Cup del West Ham en la temporada 2014-15. En junio de 2015, Cresswell firmó un nuevo contrato con el club, que lo mantendría hasta 2020, con la opción de prolongar por dos años más.
Cresswell registró el mayor número de partidos jugados por un jugador del West Ham United en la temporada 2015-16, jugando un total de 47 encuentros. Estuvo en 37 de los 38 partidos de la Premier League marcando dos goles, de visita ante el Aston Villa el 26 de diciembre, y ante el campeón de esa temporada, el Leicester City, en el empate por 2-2 el 17 de abril.
En julio de 2016, Cresswell sufrió una lesión en el ligamento de la rodilla en la victoria por 3-0 sobre el Karlsruher SC en la pretemporada. Cresswell regresó a las canchas el 15 de octubre en la victoria por 1-0 de visita ante el Crystal Palace, asistiendo a Manuel Lanzini para el gol de la victoria, sin embargo su regreso no duró mucho, ya que fue expulsado por doble amarilla.
Durante la temporada 2017-18, Cresswell registró siete asistencias, el mejor número para un defensor en la temporada. Además durante esa temporada, Cresswell disputó muchos encuentros en la posición de defensa central, a la cual Cresswell declaró: "Definitivamente siento que estoy mejorando bajo este entrenador y su cuerpo técnico.", por el entonces entrenador David Moyes. El jugador sumó 39 partidos durante la temporada.
Al término de la campaña 2024-25 puso fin a once años en el club en los que disputó 312 encuentros en la Premier League, siendo el segundo jugador con más partidos jugados en la competición en la historia de la entidad. Entonces se unió al Stoke City F. C. firmando por una temporada.

## Selección nacional
El 7 de noviembre de 2016, recibió su primera convocatoria con la selección de Inglaterra para los encuentros contra Escocia, de las clasificatorias de la Copa del Mundo 2018, y un amistoso frente a España, para reemplazar al lesionado Danny Drinkwater. Debutó el 15 de noviembre, como sustituto de Danny Rose en el empate por 2-2 ante España en Wembley. 

### Partidos y goles internacionales
Actualizado hasta el 11 de octubre de 2018.
| Partidos y goles internacionales | Partidos y goles internacionales | Partidos y goles internacionales | Partidos y goles internacionales | Partidos y goles internacionales | Partidos y goles internacionales | Partidos y goles internacionales          | Partidos y goles internacionales |
| N.º                              | Fecha                            | Estadio                          | Local                            | Resultado                        | Visita                           | Competición                               |                                  |
| -------------------------------- | -------------------------------- | -------------------------------- | -------------------------------- | -------------------------------- | -------------------------------- | ----------------------------------------- | -------------------------------- |
| 2016                             |                                  |                                  |                                  |                                  |                                  |                                           |                                  |
| 1                                | 15 de noviembre                  | Wembley, Londres                 | Inglaterra                       | 2 – 2                            | España                           | Amistoso                                  |                                  |
| 2017                             |                                  |                                  |                                  |                                  |                                  |                                           |                                  |
| 2                                | 13 de junio                      | Estadio de Francia, Saint-Denis  | Francia                          | 3 – 2                            | Inglaterra                       | Amistoso                                  |                                  |
| 2                                | 8 de octubre                     | Estadio LFF, Vilna               | Lituania                         | 0 – 1                            | Inglaterra                       | Clasificación para la Copa del Mundo 2018 |                                  |

## Estadísticas

### Clubes
- Actualizado al último partido disputado: 25 de mayo de 2025.[21]

| Club | Div.          | Temporada     | Liga  | Liga  | Copas nacionales(1) | Copas nacionales(1) | Torneos internacionales(2) | Torneos internacionales(2) | Total | Total | Media goleadora(3) |
| Club | Div.          | Temporada     | Part. | Goles | Part.               | Goles               | Part.                      | Goles                      | Part. | Goles | Media goleadora(3) |
| --- | ------------- | ------------- | ----- | ----- | ------------------- | ------------------- | -------------------------- | -------------------------- | ----- | ----- | ------------------ |
| Tranmere Rovers F. C. Inglaterra | 3.ª           | 2008-09       | 13    | 1     | 1                   | 0                   | —                          | —                          | 14    | 1     | 0.07               |
| Tranmere Rovers F. C. Inglaterra | 3.ª           | 2009-10       | 14    | 0     | 3                   | 0                   | —                          | —                          | 17    | 0     | 0                  |
| Tranmere Rovers F. C. Inglaterra | 3.ª           | 2010-11       | 43    | 4     | 6                   | 1                   | —                          | —                          | 49    | 5     | 0.1                |
| Tranmere Rovers F. C. Inglaterra | Total club    | Total club    | 70    | 5     | 10                  | 1                   | 0                          | 0                          | 80    | 6     | 0.08               |
| Ipswich Town F. C. Inglaterra | 2.ª           | 2011-12       | 44    | 1     | 2                   | 0                   | —                          | —                          | 46    | 1     | 0.02               |
| Ipswich Town F. C. Inglaterra | 2.ª           | 2012-13       | 46    | 3     | 3                   | 1                   | —                          | —                          | 49    | 4     | 0.08               |
| Ipswich Town F. C. Inglaterra | 2.ª           | 2013-14       | 42    | 2     | 1                   | 0                   | —                          | —                          | 43    | 2     | 0.05               |
| Ipswich Town F. C. Inglaterra | Total club    | Total club    | 132   | 6     | 6                   | 1                   | 0                          | 0                          | 138   | 7     | 0.05               |
| West Ham United F. C. Inglaterra | 1.ª           | 2014-15       | 38    | 2     | 4                   | 0                   | —                          | —                          | 42    | 2     | 0.05               |
| West Ham United F. C. Inglaterra | 1.ª           | 2015-16       | 37    | 2     | 7                   | 0                   | 3                          | 0                          | 47    | 2     | 0.04               |
| West Ham United F. C. Inglaterra | 1.ª           | 2016-17       | 26    | 0     | 3                   | 0                   | —                          | —                          | 29    | 0     | 0                  |
| West Ham United F. C. Inglaterra | 1.ª           | 2017-18       | 36    | 1     | 3                   | 0                   | —                          | —                          | 39    | 1     | 0.03               |
| West Ham United F. C. Inglaterra | 1.ª           | 2018-19       | 20    | 0     | 2                   | 0                   | —                          | —                          | 22    | 0     | 0                  |
| West Ham United F. C. Inglaterra | 1.ª           | 2019-20       | 31    | 3     | 2                   | 0                   | —                          | —                          | 33    | 3     | 0.09               |
| West Ham United F. C. Inglaterra | 1.ª           | 2020-21       | 36    | 0     | 3                   | 0                   | —                          | —                          | 39    | 0     | 0                  |
| West Ham United F. C. Inglaterra | 1.ª           | 2021-22       | 31    | 2     | 2                   | 0                   | 9                          | 0                          | 42    | 2     | 0.05               |
| West Ham United F. C. Inglaterra | 1.ª           | 2022-23       | 28    | 0     | 2                   | 0                   | 8                          | 0                          | 38    | 0     | 0                  |
| West Ham United F. C. Inglaterra | 1.ª           | 2023-24       | 11    | 0     | 1                   | 0                   | 6                          | 1                          | 18    | 1     | 0.06               |
| West Ham United F. C. Inglaterra | 1.ª           | 2024-25       | 18    | 0     | 2                   | 0                   | —                          | —                          | 20    | 0     | 0                  |
| West Ham United F. C. Inglaterra | Total club    | Total club    | 312   | 10    | 31                  | 0                   | 26                         | 1                          | 369   | 11    | 0.03               |
| Stoke City F. C. Inglaterra | 2.ª           | 2025-26       | 0     | 0     | 0                   | 0                   | —                          | —                          | 0     | 0     | 0                  |
| Stoke City F. C. Inglaterra | Total club    | Total club    | 0     | 0     | 0                   | 0                   | 0                          | 0                          | 0     | 0     | 0                  |
| Total carrera | Total carrera | Total carrera | 514   | 21    | 47                  | 2                   | 26                         | 1                          | 587   | 24    | 0.04               |
| (1) Incluye datos de FA Cup, Football League Cup y Football League Trophy. (2) Incluye datos de Liga Europa de la UEFA y Liga Europa Conferencia de la UEFA. (3) No incluye goles en partidos amistosos. |               |               |       |       |                     |                     |                            |                            |       |       |                    |

### Selección nacional
- Actualizado al último partido disputado: 8 de octubre de 2017.[22]

| Selección  | Año   | PJ | Goles |
| ---------- | ----- | -- | ----- |
| Inglaterra | 2016  | 1  | 0     |
| Inglaterra | 2017  | 2  | 0     |
| Total      | Total | 3  | 0     |

## Palmarés

### Títulos internacionales
| Título                             | Club                  | Sede  | Año  |
| ---------------------------------- | --------------------- | ----- | ---- |
| Liga Europa Conferencia de la UEFA | West Ham United F. C. | Praga | 2023 |